# Прандсумитса
Пра́ндсумитса (ест. Prandsumõtsa lump) — природне озеро в Естонії, у волості Вастселійна повіту Вирумаа.

## Розташування
Прандсумитса належить до Чудського суббасейну Східноестонського басейну.
Озеро лежить на північний захід від села Гінса.
Акваторія водойми входить до складу природного парку Гаанья (Haanja looduspark).

## Опис
Загальна площа озера становить 1,6 га. Довжина берегової лінії — 553 м.